# Callicore felderi
Espèce
Callicore felderi est une espèce de lépidoptères (papillons) de la famille des Nymphalidae et de la sous-famille des Biblidinae et du genre Callicore.

## Dénomination
Callicore felderi a été décrit par William Chapman Hewitson en 1864 sous le nom initial de Catagramma felderi.

### Noms vernaculaires
Callicore felderi se nomme 8-spot Numberwing en anglais.

### Sous-espèces
- Callicore felderi felderi présent en Équateur et au Pérou.
- Callicore felderi cajetani (Guenée, 1872)présent au Pérou[1].

## Description
Callicore felderi est un papillon au dessus de couleur marron à noir avec aux ailes antérieures une flaque rouge.
Le revers des ailes antérieures présente la même couleur rouge et une bande noire qui sépare l'apex ocre alors que les ailes postérieures sont de couleur ocre ornementées de veines et de lignes marron et barrées d'une bade marron centrée d'une ligne de huit points de couleur bleue.

## Écologie et distribution
Callicore felderi est présent en Équateur et au Pérou.

### Biotope
Callicore felderi réside dans la forêt tropicale humide du versant est des Andes.

### Protection
Pas de statut de protection particulier.